# NGC 2743
NGC 2743 ist eine Spiralgalaxie vom Hubble-Typ Sd im Sternbild Krebs auf der Ekliptik. Sie ist schätzungsweise 130 Millionen Lichtjahre von der Milchstraße entfernt und hat einen Durchmesser von etwa 40.000 Lichtjahren.

Im selben Himmelsareal befindet sich u. a. die Galaxie NGC 2753 und NGC 2750.
Das Objekt wurde am 22. Februar 1787 vom deutsch-britischen Astronomen Wilhelm Herschel entdeckt.